# La Tabella
La Tabella è una montagna dell'isola d'Elba. 

## Descrizione
Situata nella parte occidentale dell'isola, fa parte della Catena del Monte Capanne e raggiunge un'altezza di 882 metri sul livello del mare. Sulla sua sommità si trova una grossa formazione granodioritica dalla forma squadrata - attestata nel 1840 come Sasso di San Frediano - che ha verosimilmente originato il toponimo Tabella (dal latino tabella, «piccola tavola») attestato dal 1885; un'altra ipotesi lo ricollega sempre al latino tabella ma nell'accezione di «pianoro», effettivamente presente sulla sommità. Si trova a breve distanza dal Monte di Cote. Nell'area si trovano due quartieri pastorali, i Caprili della Tabella. Nei pressi è presente una rara stazione del giglio Pancratium illyricum.

## Incidente aereo del 1960
Sulle pendici sudorientali della Tabella avvenne il disastro aereo del volo Itavia Roma - Genova.